# 文心崇德站
文心崇德站是位於臺中市北屯區的臺中捷運車站，為綠線（烏日文心北屯線）與計畫中的紅線（崇德豐原線）交會轉乘車站。2020年11月完工曾試營運，後於2021年4月25日正式啟用，此站為中信兄弟的主題車站。

## 車站概要
車站位於文心路四段與崇德路二段路口附近；車站編號為106。

## 車站構造
高架車站，兩座側式月台，一個出入口。

### 車站樓層
| 地上 四樓          | 轉換層                              | 月台連絡天橋 |
| 地上 三樓          |                                     |              |
| 側式月台，右側開門 |                                     |              |
| ①號月台            | 綠線 往北屯總站方向（四維國小站）   |              |
| ②號月台            | 綠線 往高鐵台中站方向（文心中清站） |              |
| 側式月台，右側開門 |                                     |              |
| 穿堂層             | 出入口、服務台、驗票口、自動售票機  |              |

| 地上 二樓 | 中間層 | 樓梯、電扶梯轉接平台 |
| 地面      |        |                      |
| 出入口    | 出入口 |                      |

### 車站出口
於文心路與崇德路交叉路口西南角設有單側出入口（原文心郵局、北海岸海鮮餐廳舊址），以土地開發方式辦理。另預留未來增設對側出入口之銜接口。
| 出入口                             | 照片 | 位置                       |
| ---------------------------------- | ---- | -------------------------- |
| 單一出入口 · 設有電梯 · 設有手扶梯 |      | 文心路四段與崇德路二段路口 |
| 註： 設有電梯 \| 設有手扶梯        |      |                            |

## 利用狀況
文心崇德站2022全年每日進出人次約3,851人次，是台中捷運系統中第3大站。
| 年   | 年間    | 年間    | 年間      | 單日平均 | 單日平均 |
| 年   | 進站    | 出站    | 進出站計  | 進站     | 進出站   |
| ---- | ------- | ------- | --------- | -------- | -------- |
| 2022 | 673,491 | 731,990 | 1,405,481 | 1,845    | 3,851    |

## 相片集

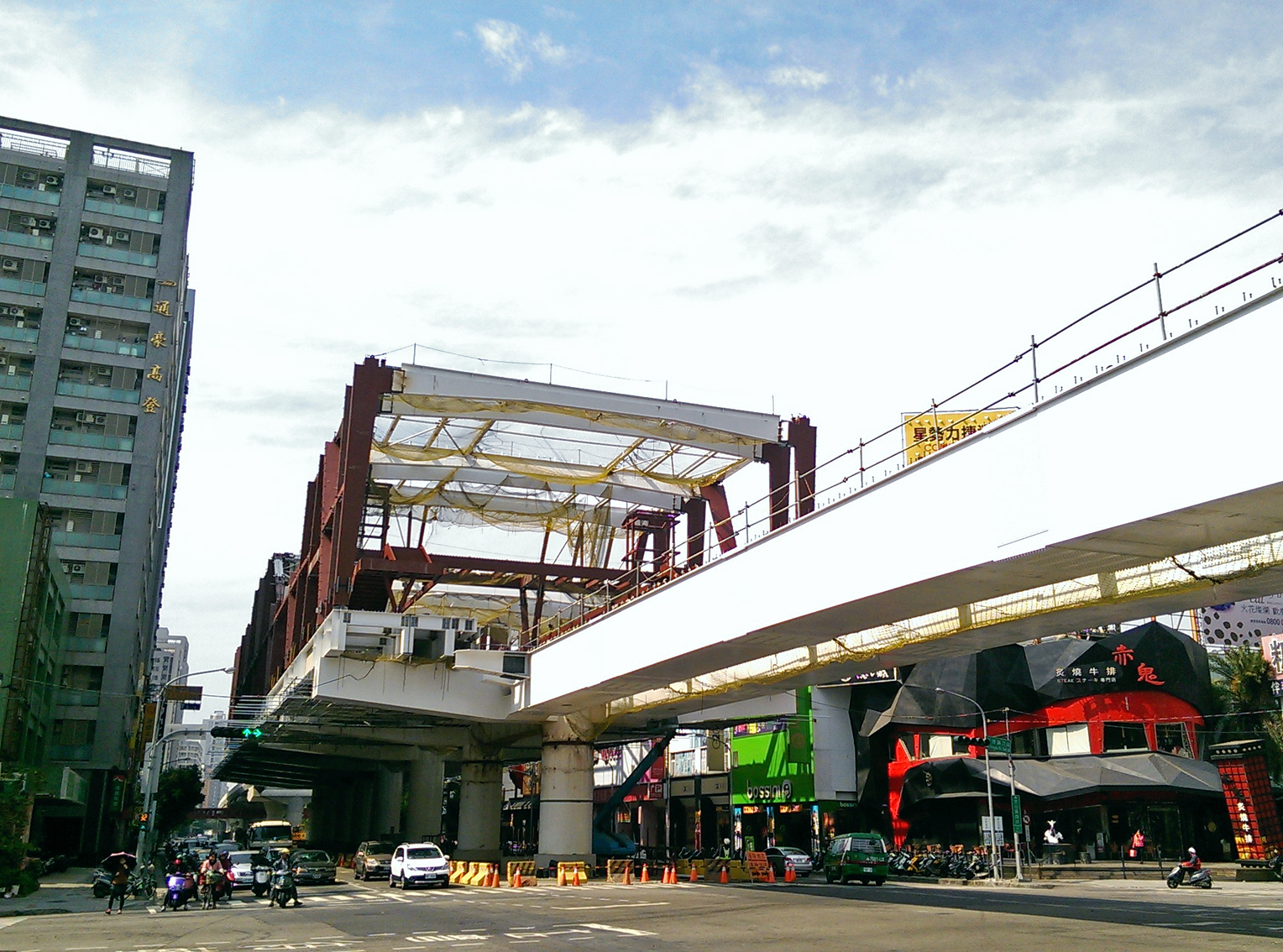
興建中的文心崇德站2015年2月工程
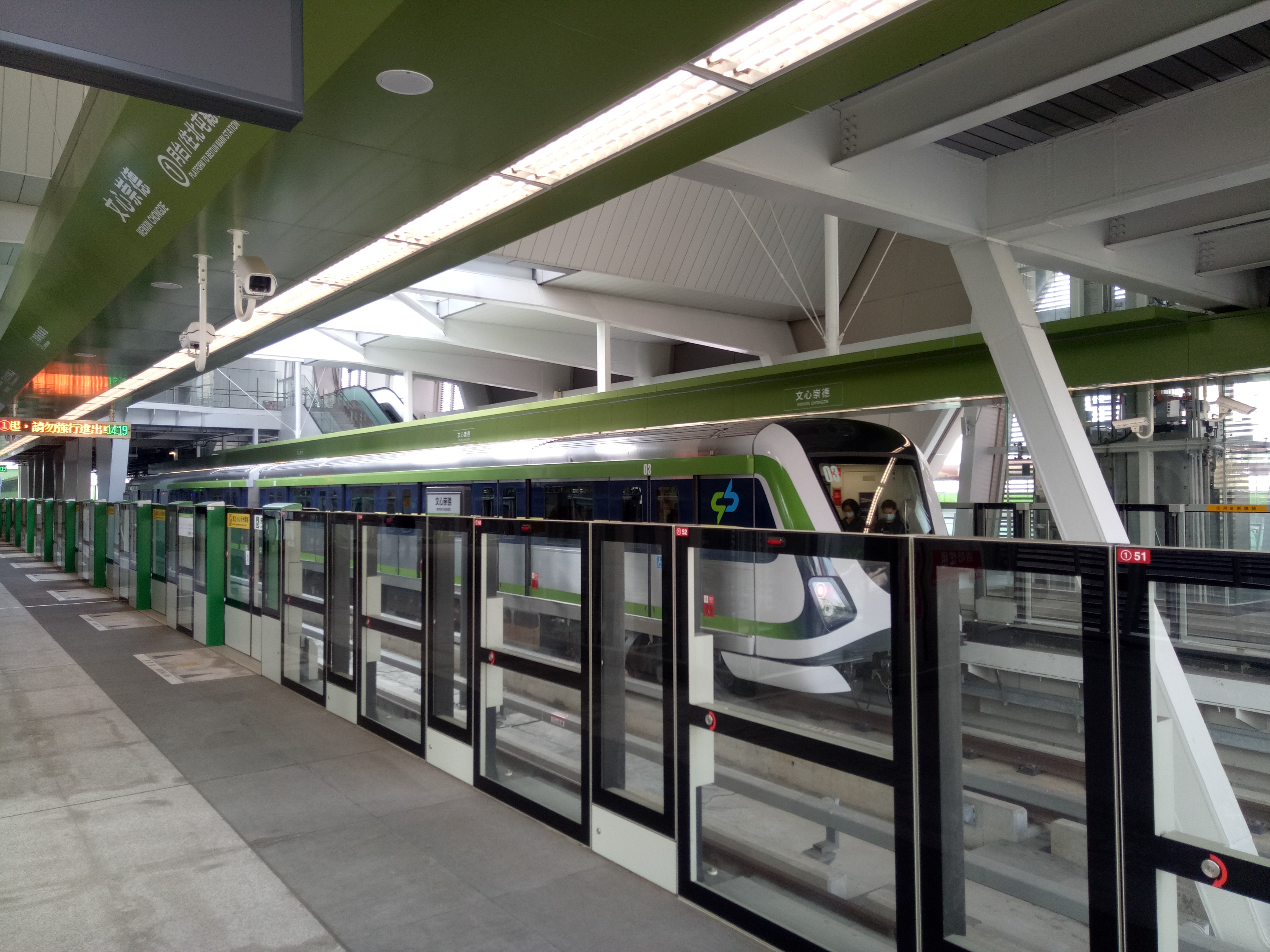
文心崇德站1號月台
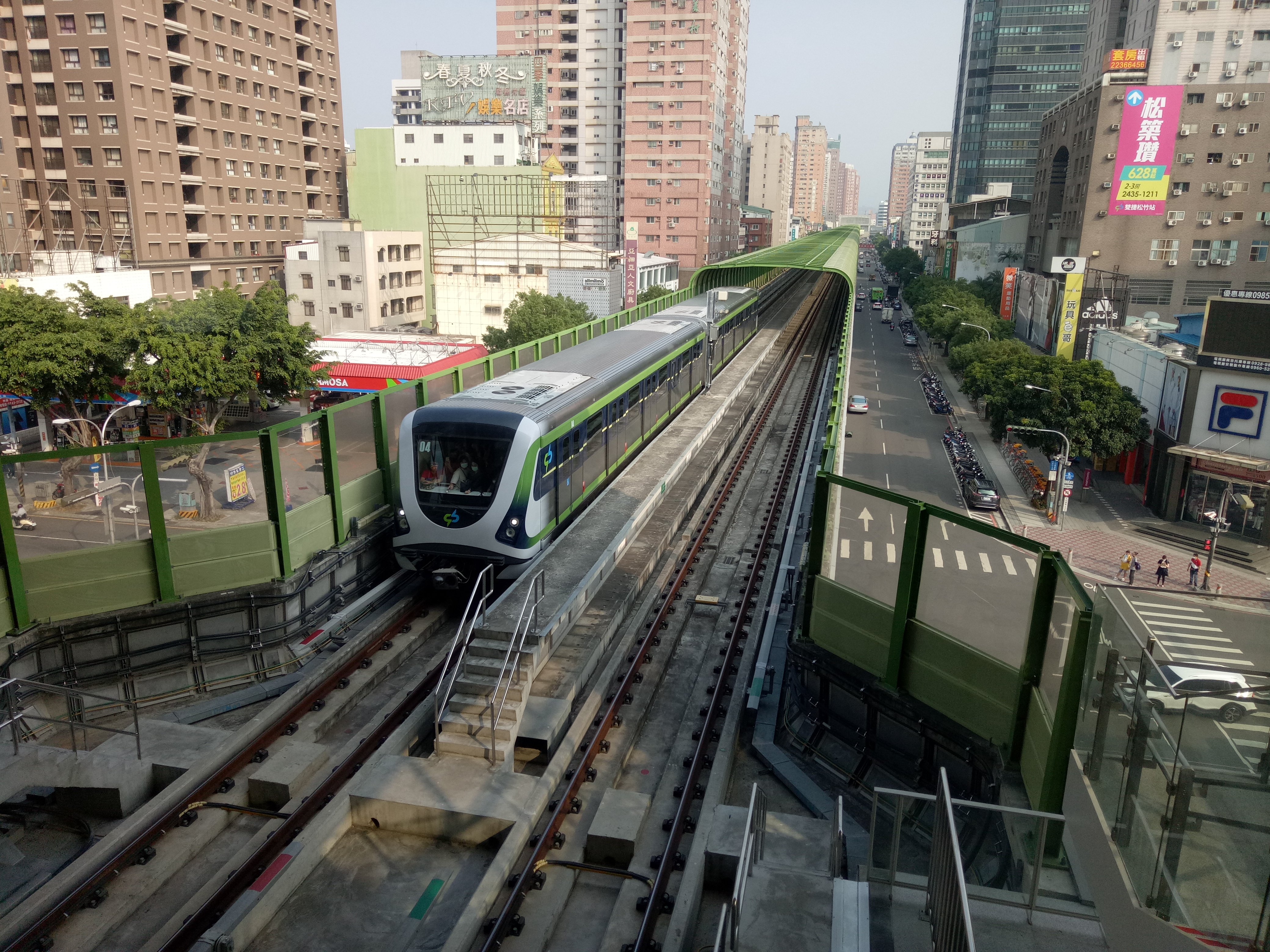
文心崇德站月台連絡天橋所見的捷運列車

## 外部連結
- 臺中都會區大眾捷運系統烏日文心北屯線G6站捷運系統用地捷G6用地開發內容及管制規定 （页面存档备份，存于）
- 臺中捷運烏日文心北屯線土地開發場站共構大樓案說明會
- 捷運綠線(公開)
- 文心崇德站（台中捷運股份有限公司） （页面存档备份，存于）